# Holm (gmina Sundsvall)
Holm – miejscowość (småort) w Szwecji w gminie Sundsvall w regionie Västernorrland. Około 153 mieszkańców.